# Austrebertha

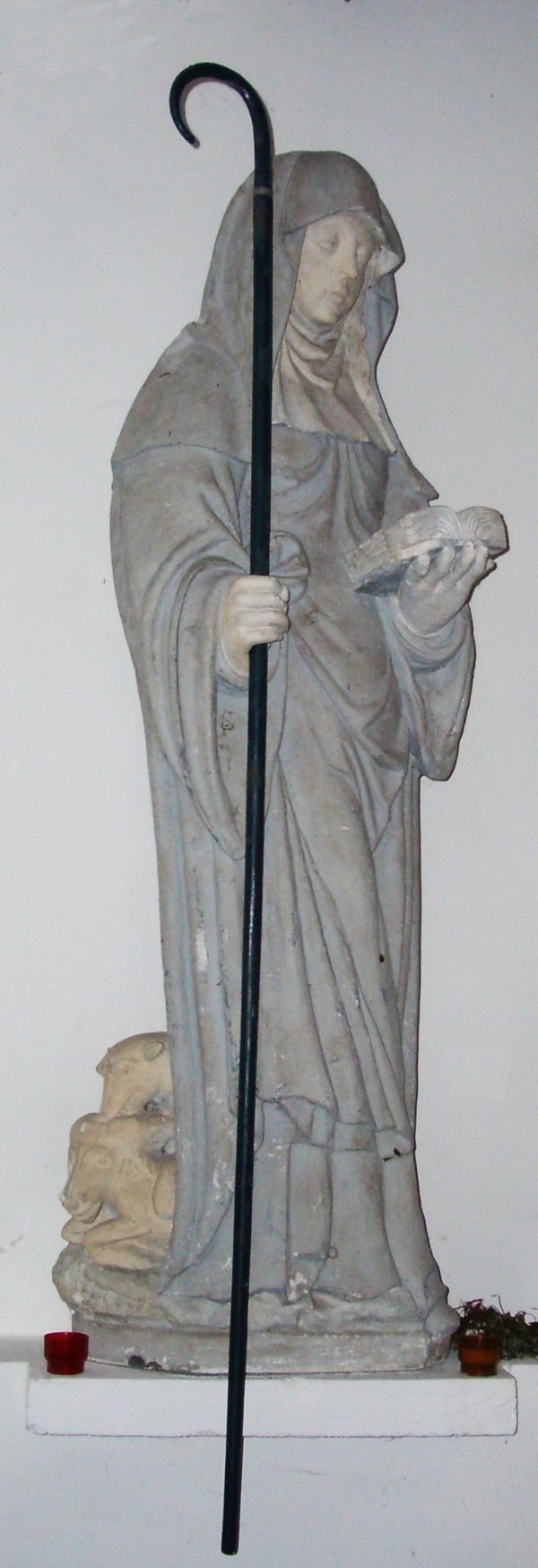
beeld van de H. Austrebertha

De heilige Austrebertha werd geboren circa 630 in Thérouanne (Terwaan), in het huidige departement Pas-de-Calais in Frankrijk. Ze was de dochter van Badefrid, die paltsgraaf  was aan het hof van koning Dagobert I, en van Framehilde, een uit Duitsland afkomstige prinses. Ze weigerde in een door haar ouders gearrangeerd huwelijk te treden, liep van huis weg en werd non; ze kreeg het habijt van Sint-Omaar, bisschop van Terwaan.  Ze werd priores van het klooster van Port in Ponthieu. Later werd ze aangesteld als abdis van de abdij van Pavilly, nabij Rouen, en ze bleef die functie uitoefenen tot haar dood in 703 of 704.
Austrebertha zou verscheidene mirakels verricht hebben en is heilig verklaard; haar feestdag is 10 februari. Een van de mirakels is het verhaal van Austrebertha en de wolf. Austrebertha en haar zusters bleekten het linnen van de monniken van de abdij van Jumièges en vervoerden dat met een ezel. Op een dag doodde een wolf echter de ezel. De wolf vroeg om vergiffenis en Austrebertha schonk die, maar beval hem om zelf het linnen te dragen. De wolf is die taak dan voor de rest van zijn leven blijven uitvoeren. Deze legende is uitgebeeld op een glasraam in een kapel in Sainte-Austreberthe (Pas-de-Calais).

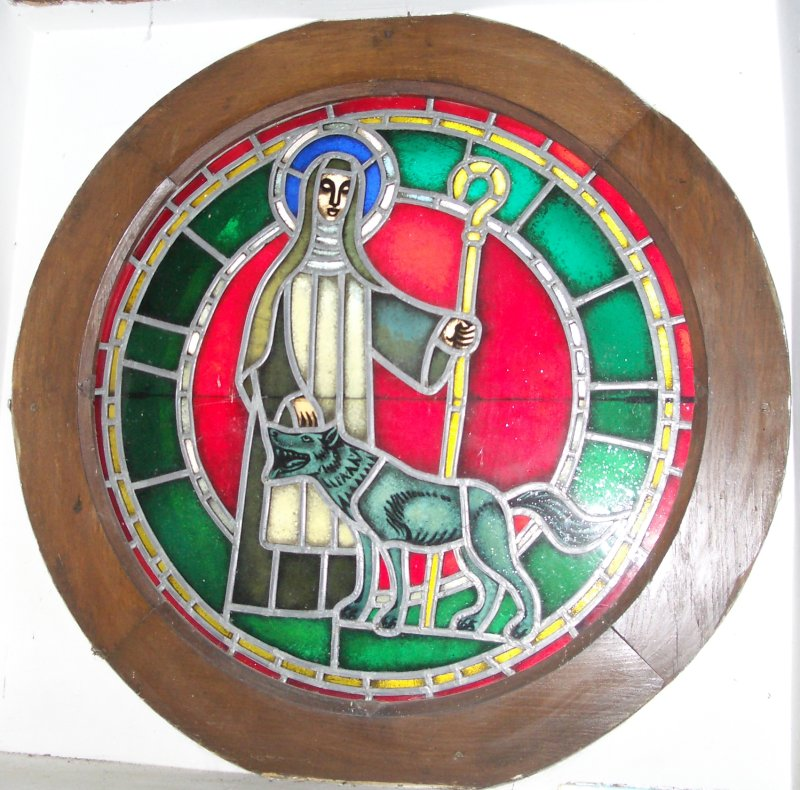
Glasraam met Austrebertha en de wolf